# Павільйон милування хвилями

Павільйон милування хвилями.

Павільйо́н милува́ння хви́лями (яп. 観瀾閣, かんらんかく, канран-каку) — двоповерховий черепичний будинок на острові Сімо-Камаґарі, в місті Куре префектури Хіросіма, Японія. Заміська садиба Сакакідані Сендзіро (1877 — 1968), директора Маньчжурської будівельно-архітектурної асоціації. Розташований в кварталі Кіта місцевості Санносе, на узбережжі бурхливої протоки Санносе Внутрішнього Японського моря. Збудований 1935 року з використанням китайських архітектурних мотивів. Площа — 289 м².  Інтер'єр та меблі кімнат виконані в еклектичному класично-модерному стилі. 5 листопада 1997 року зареєстрований як пам'ятка архітектури національного значення нового часу періоду Сьова. Реєстраційний номер 34-0012.